# Ledothamnus sessiliflorus
Ledothamnus sessiliflorus är en ljungväxtart som beskrevs av Nicholas Edward Brown. Ledothamnus sessiliflorus ingår i släktet Ledothamnus och familjen ljungväxter. Inga underarter finns listade i Catalogue of Life.

## Bildgalleri

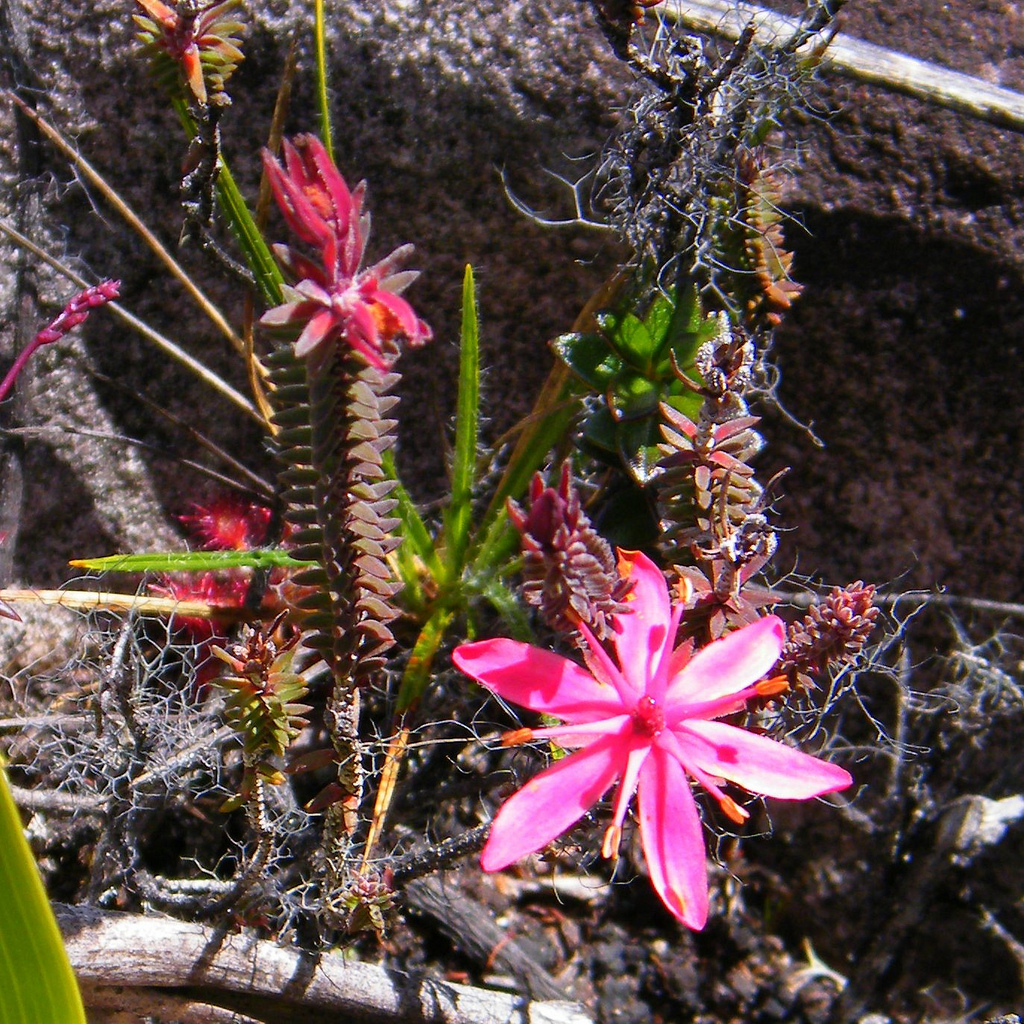